# Stazione di Cannes
La stazione di Cannes (spesso chiamata anche Cannes-Voyageurs) è la principale stazione ferroviaria di Cannes, Francia.

## Storia
La stazione fu inaugurata il 10 aprile 1863, quando fu aperta al traffico la linea da Marsiglia a Cagnes-sur-Mer. Il fabbricato viaggiatori era un piccolo edificio elegante con un tetto che copriva entrambi i binari della linea principale. Nel 1870 venne aperta la linea per Grasse. Il deposito delle locomotive fu spostato a La Bocca nel 1880 e nel 1883 fu aperta una stazione merci. Con il passare degli anni e la crescita della città di Cannes la struttura iniziò a risultare insufficiente. I lavori per una nuova stazione iniziarono nel 1962. L'edificio della stazione è stato poi sostituito dall'attuale struttura nel 1975. La linea è ancora all'aperto, ma esistono progetti per l'interramento della linea, come a Monaco.